# Teror
Teror is een gemeente in de Spaanse provincie Las Palmas in de regio Canarische Eilanden met een oppervlakte van 26 km². Teror telt 12.489 inwoners (1 januari 2016). De gemeente ligt in het binnenland in het noorden van het eiland Gran Canaria. Behalve de gelijknamige plaats, die wordt geroemd als de plaats met de meeste oorspronkelijke architectuur op het eiland, liggen in de gemeente nog een aantal andere dorpskernen.
Volgens de overleveringen zou Maria op 8 september 1481 verschenen zijn op de tak van een inmiddels gesneuvelde pijnboom in de plaats Teror. Ter ere van deze verschijning bouwden de toenmalige bewoners van Teror een kapel. Deze is in de zeventiende eeuw vervangen door een kerk, die vrij snel door een brand verloren is gegaan. Centraal op het fraaiste plein van Teror staat de in 1767 gerealiseerde neoclassicistische basiliek, die op de plek is gekomen waar de voormalige kerk stond. In de kerk bevindt zich een beeld van de Heilige Maagd Maria uit 1481. Ieder jaar op 8 september wordt dit beeld door duizenden bedevaartgangers bezocht tijdens het Fiesta de la Virgen del Pino.
Aan het Plaza Nuestra Señora del Pino staan naast de basiliek, een aantal fraaie gebouwen met de traditionele houten balkons en een eeuwenoude laurierboom. In de straat Calle Real de la Plaza die vanaf het plein loopt staan in allerlei kleuren uitgevoerde woningen en winkels. Wederom met een grote variatie aan balkons.

## Afbeeldingen

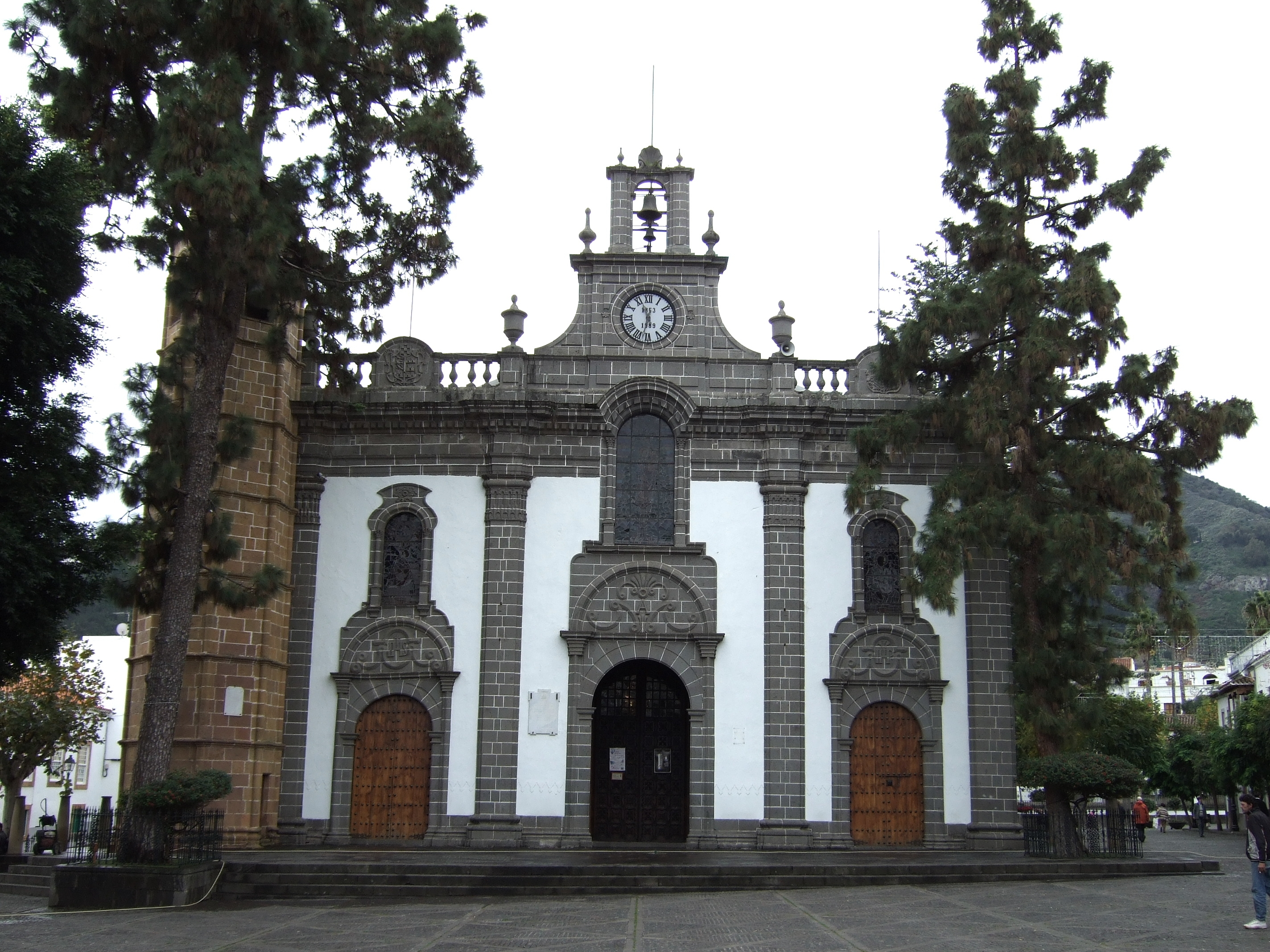
Basilika "Nuestra Señora del Pino"
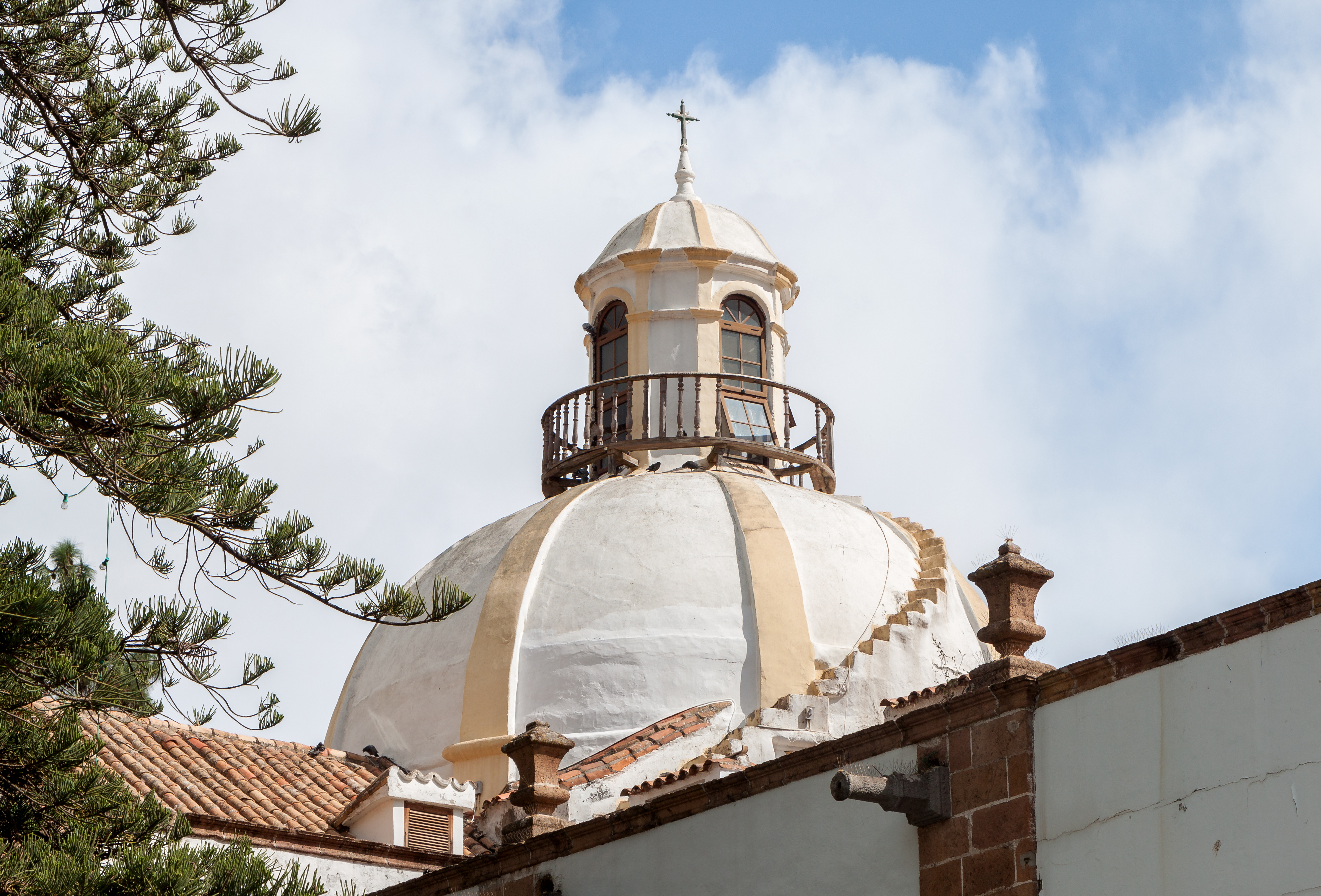
Basilika "Nuestra Señora del Pino", koepel
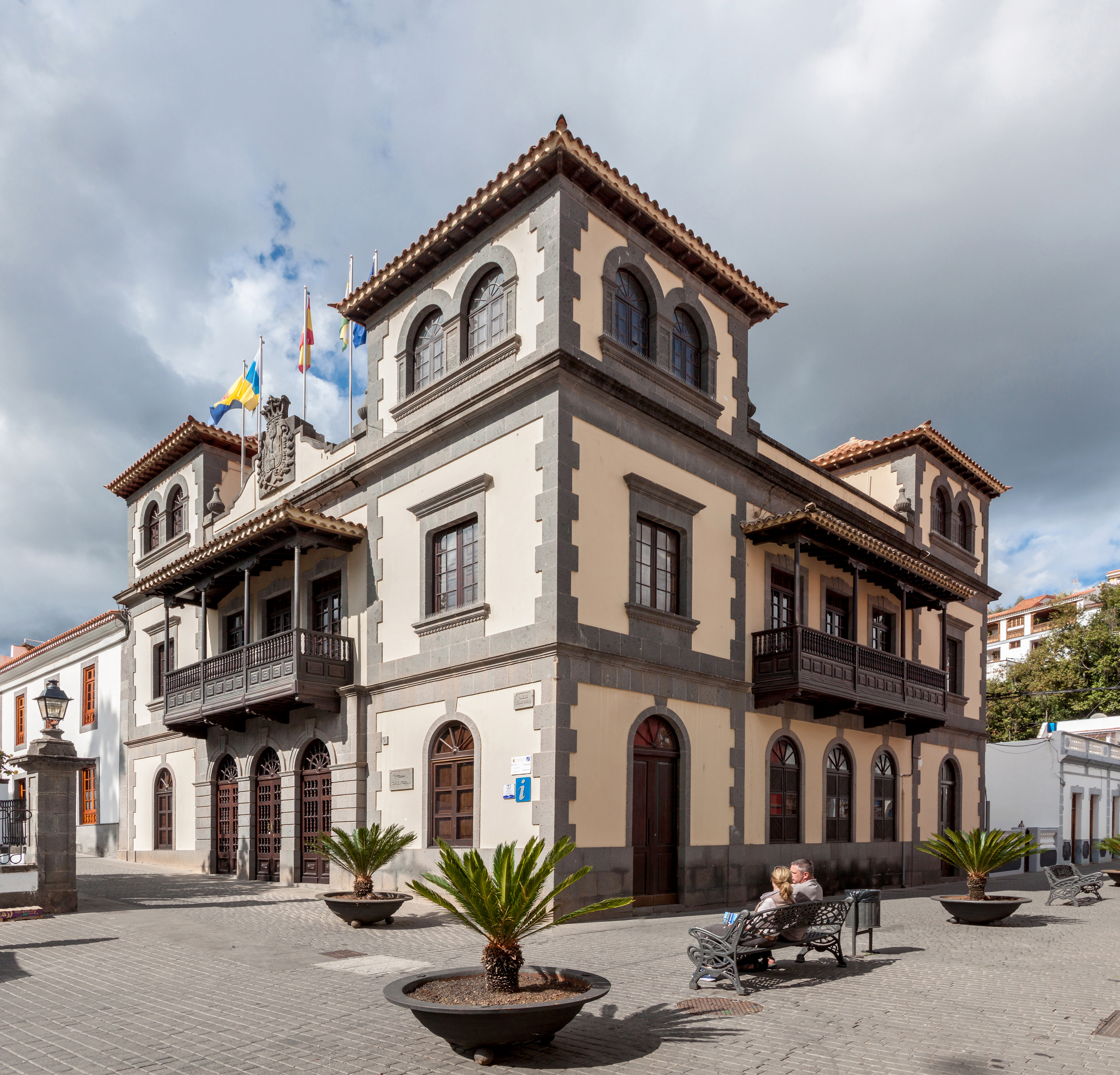
Gemeentehuis
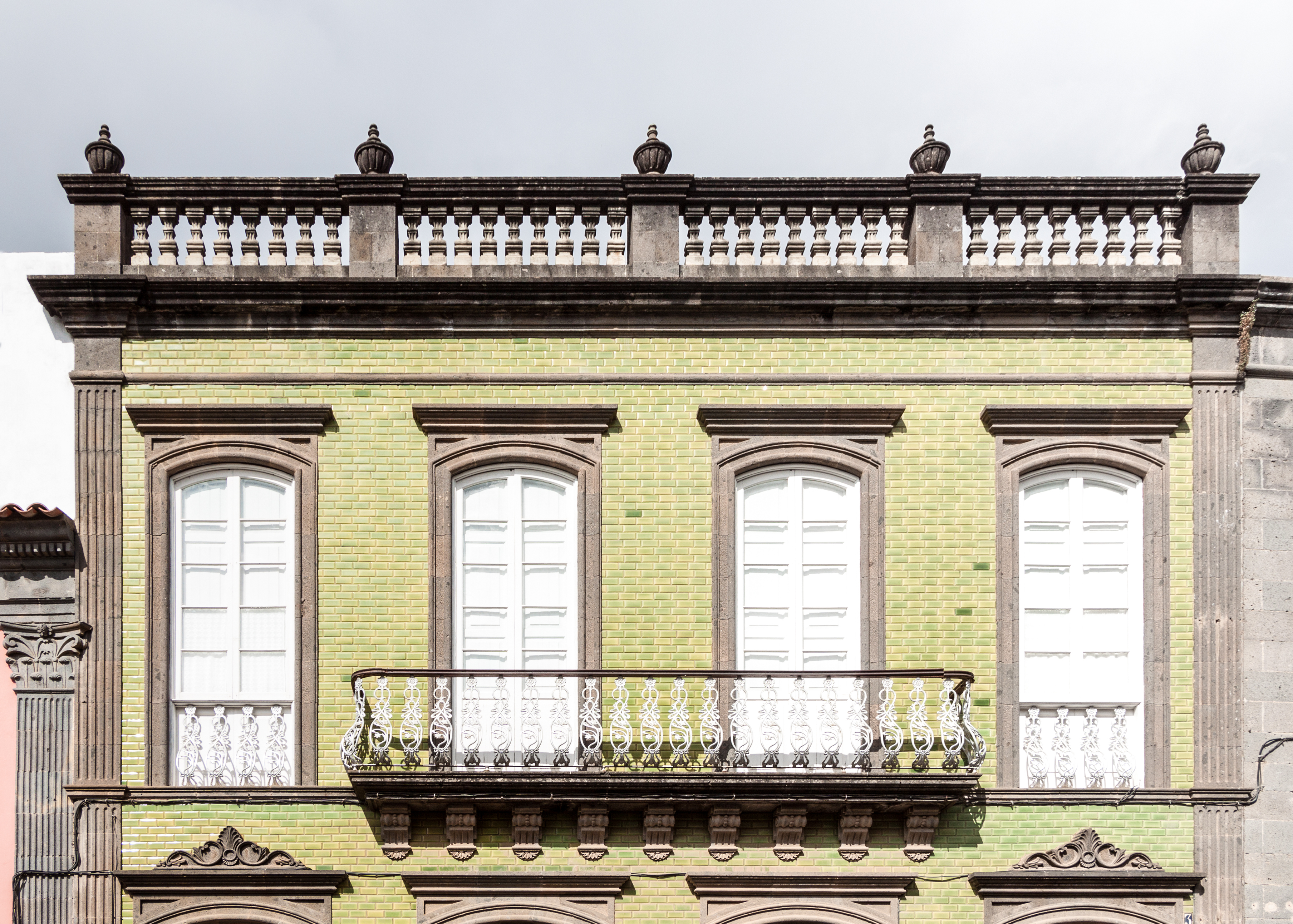
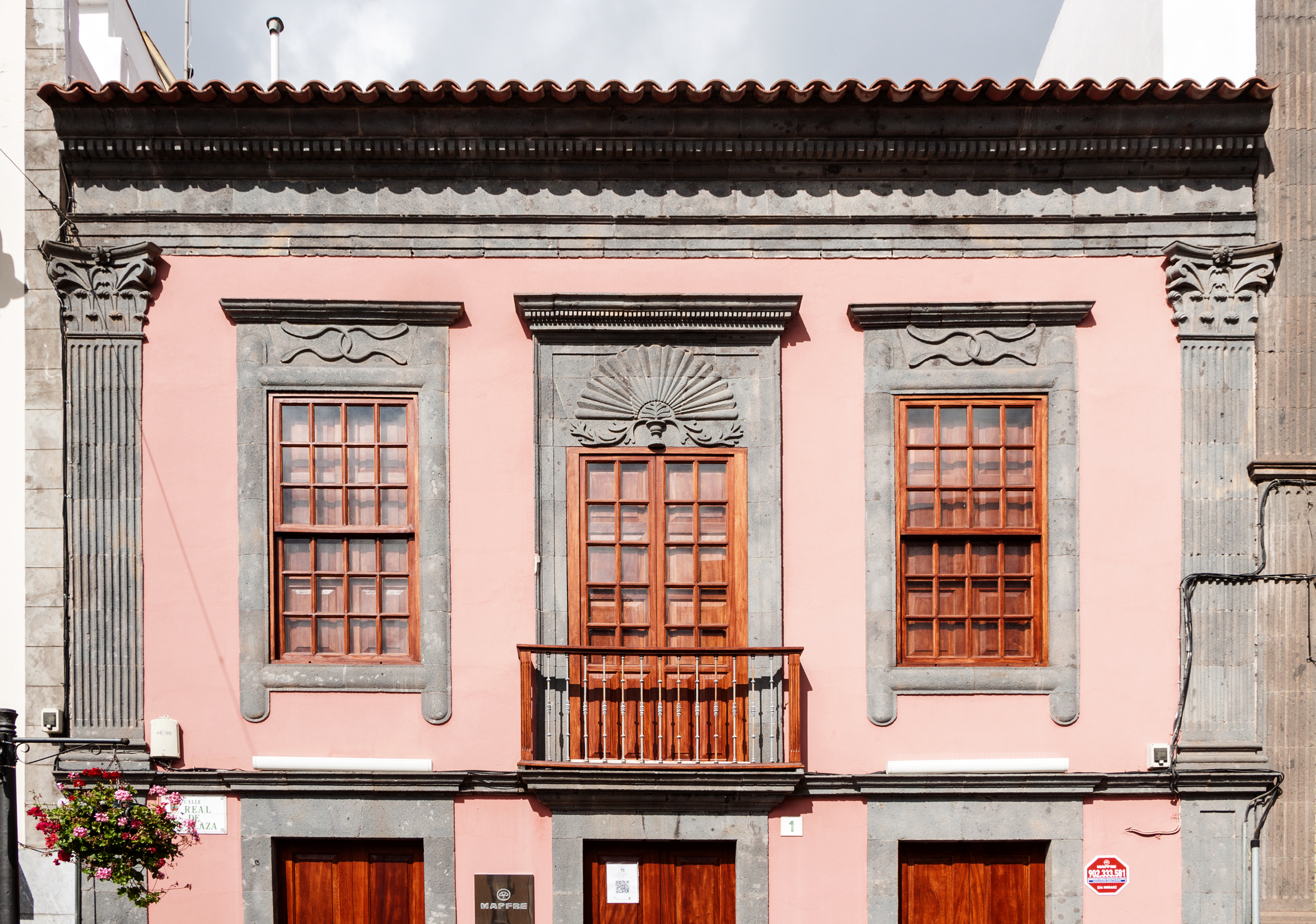
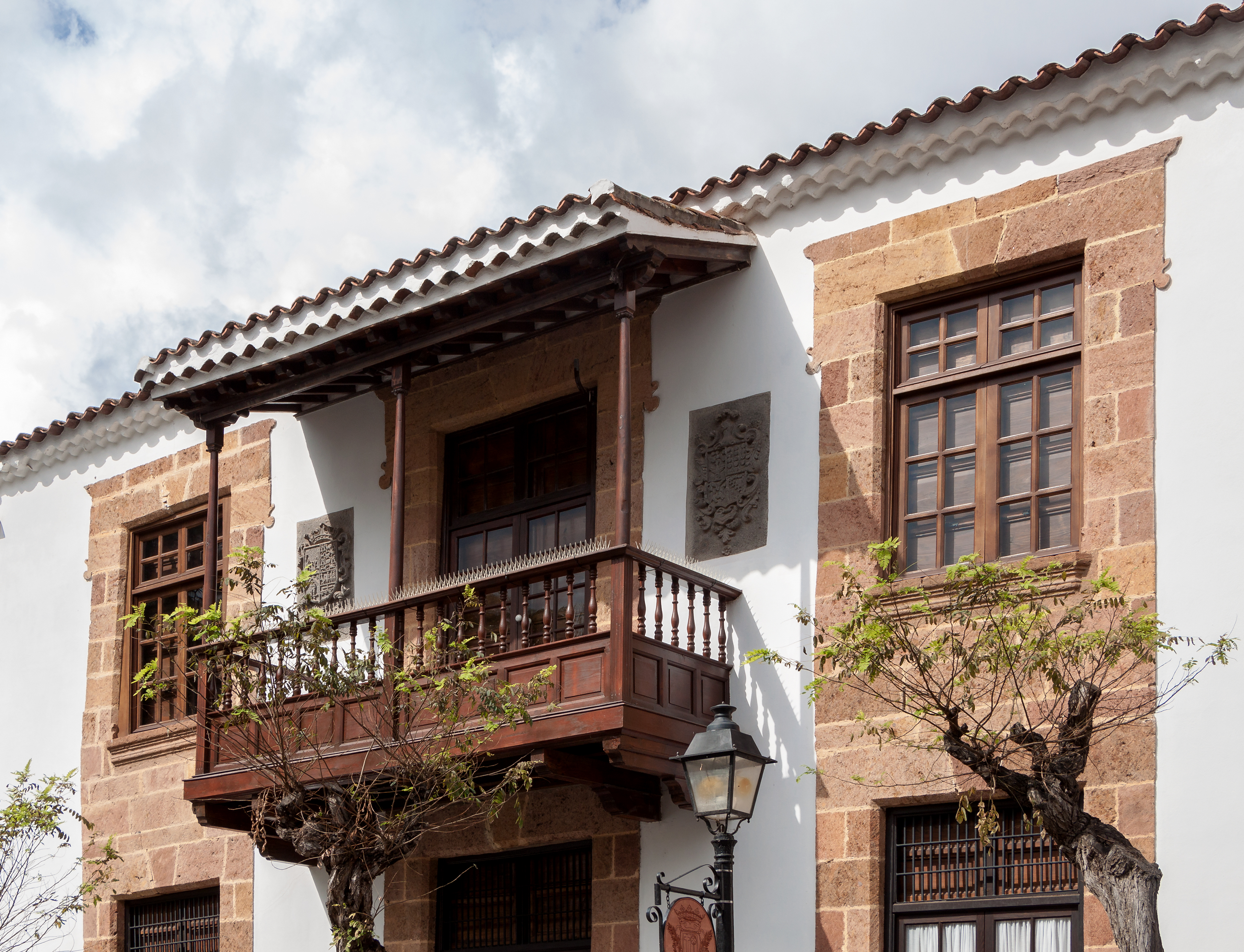
Typische houten balkons
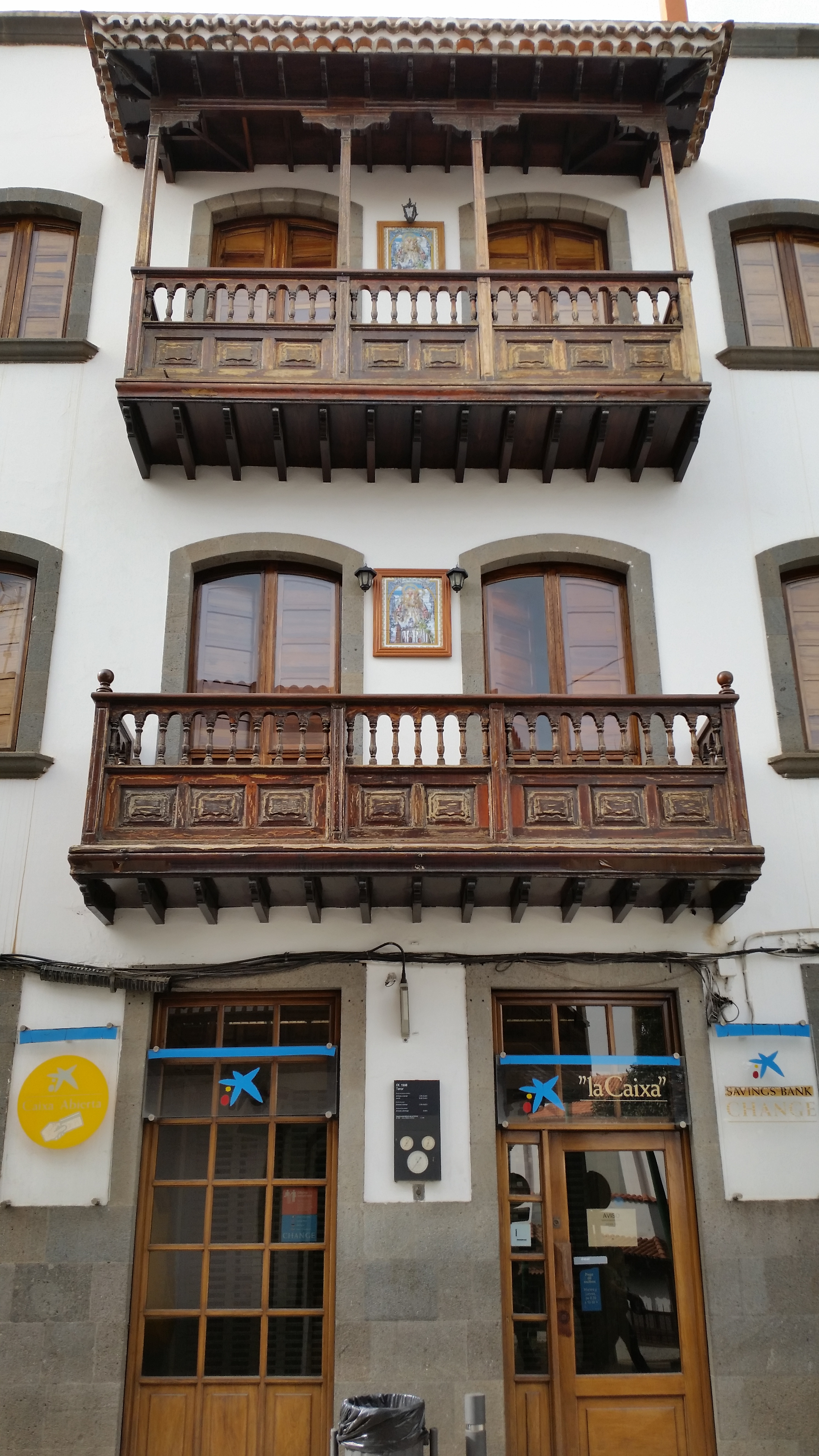
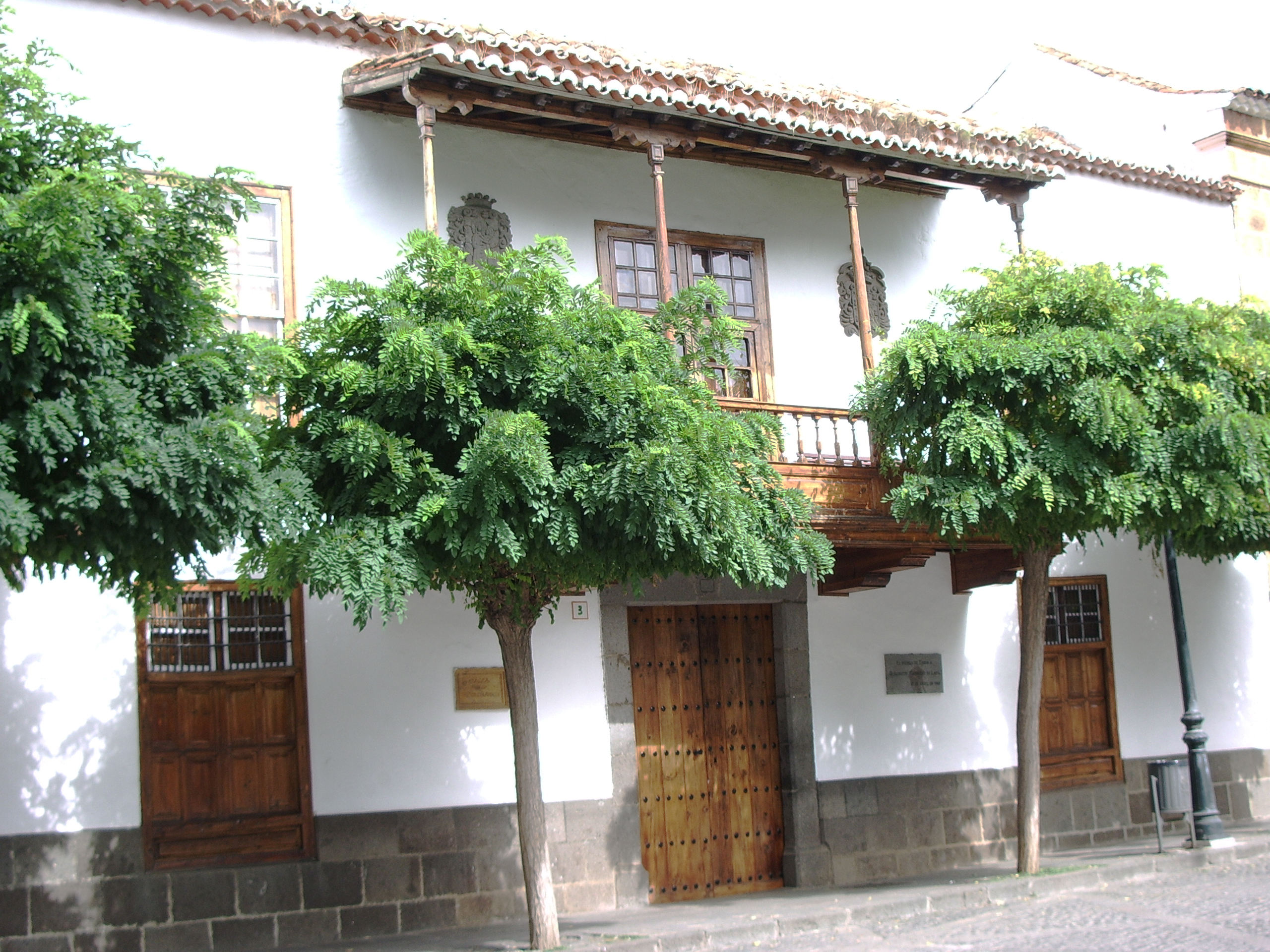
Casa de los Patronos
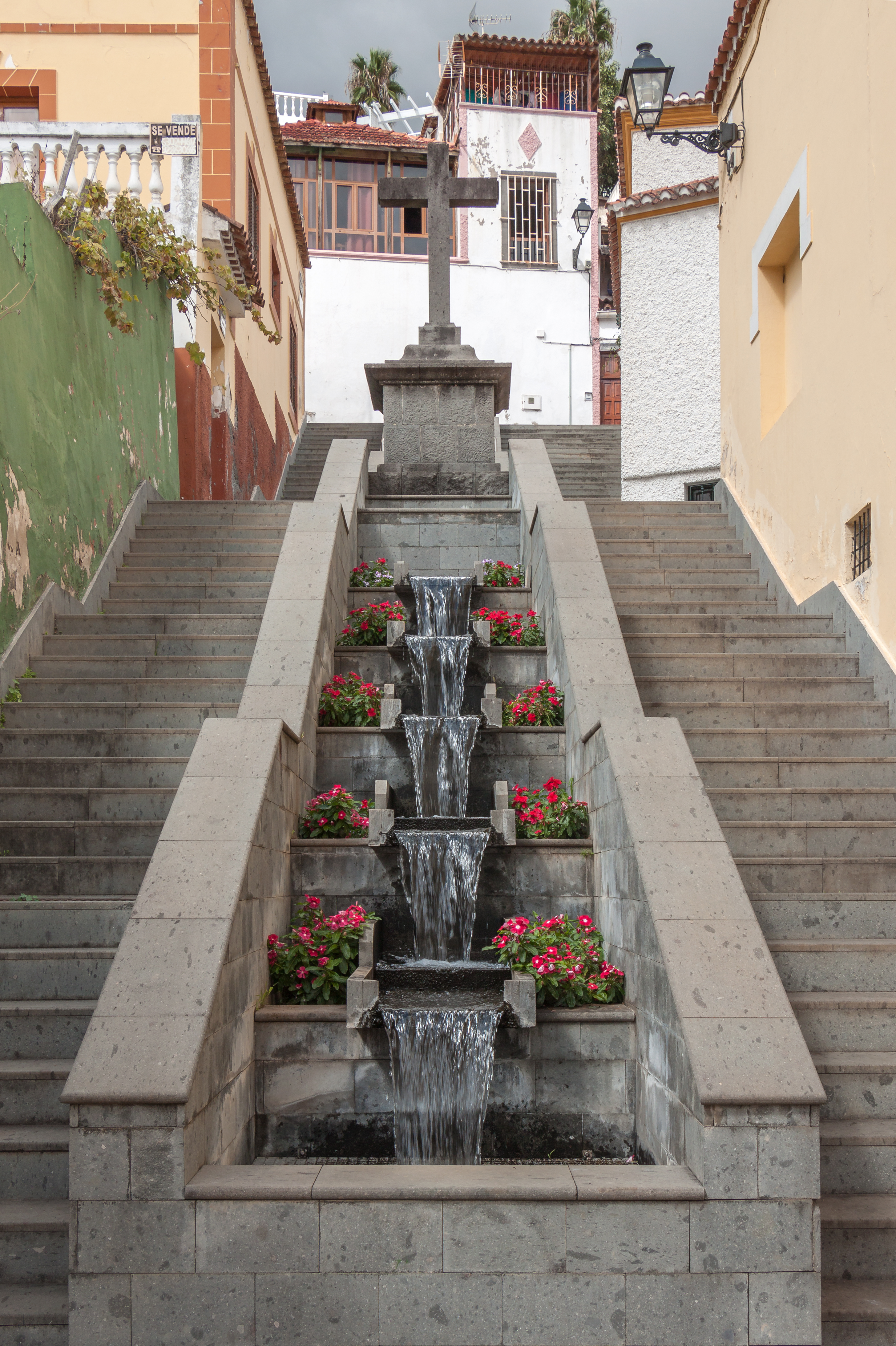
Calle de la Diputación

## Demografische ontwikkeling
Bron: INE; 1857-2011: volkstellingen
Opm.: In 1857 werd Valleseco een zelfstandige gemeente
Hoofdstad: Las Palmas de Gran Canaria

Gemeenten / gemeentelijke hoofdsteden: Agaete · Agüimes · Artenara · Arucas · Firgas · Gáldar · Ingenio · La Aldea de San Nicolás · Mogán · Moya · San Bartolomé de Tirajana · Santa Brígida · Santa Lucía de Tirajana · Santa María de Guía de Gran Canaria · Tejeda · Telde · Teror · Valleseco · Valsequillo de Gran Canaria · Vega de San Mateo

Overige plaatsen: Arguineguín · Fataga · Maspalomas · Playa del Inglés · Puerto de las Nieves · Puerto de Mogán · Puerto Rico · San Agustín